# Unnersberg
Unnersberg ist ein aus einer Hofschaft hervorgegangener Wohnplatz in der bergischen Großstadt Solingen.

## Lage und Beschreibung
Unnersberg befindet sich zentral inmitten des Solinger Stadtbezirks Burg/Höhscheid. Der Ort liegt westlich von Böckerhof im Talgrund und an den beiderseitigen Hängen des nach ihm benannten Unnersberger Baches. In Unnersberg sind bis heute einige historische Fachwerk- und Schieferhäuser erhalten. Diese liegen teils an der Straße Unnersberg im Süden sowie teils an der Wachtel- und der Finkenstraße im Norden. An der nördlich gelegenen Lerchenstraße befindet sich eine erste kleinere Wohnsiedlung des Spar- und Bauvereins Solingen (SBV) aus dem frühen 20. Jahrhundert. Östlich von Unnersberg liegt die große SBV-Siedlung Böckerhof. Auf einem Höhenzug im Süden verläuft die Straße Unnersberger Allee, die als Kreisstraße 7 klassifiziert ist.

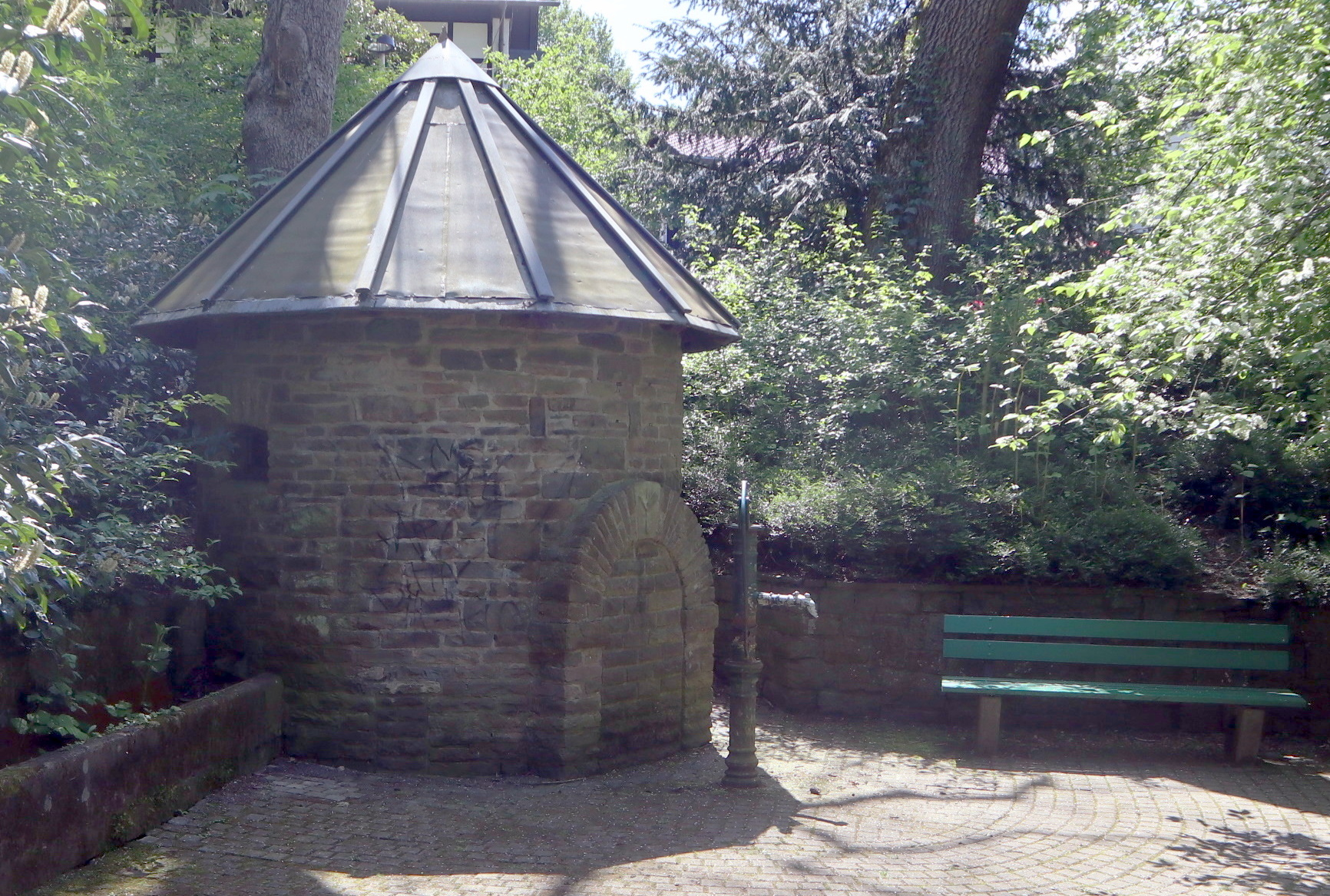
Unnersberger Pött

Im Talgrund am Ufer des Unnersberger Baches liegt inmitten von Unnersberg eine kleine Grünanlage mit Teich, an dessen Rand sich der Unnersberger Pött befindet. Dieser am Ortsrand gelegene Pött, in der Solinger Mundart ein Hofschaftsbrunnen, versorgte die Bewohner des Ortes einst mit Trinkwasser, bevor diese im 20. Jahrhundert an das Leitungsnetz der Solinger Stadtwerke angeschlossen wurden.
Benachbarte Orte sind bzw. waren (von Nord nach West): Irlen, Kirberg, Böckerhof, Schlicken, Eichholz, Bünkenberg, Elsterbusch, Königsmühle, Erf, Obenweeg, Untenweeg und Brühl.

## Etymologie
Die Ortsbezeichnung gibt bis heute Rätsel auf. Laut Brangs ist eine Ableitung des Ortsnamens von dem Begriff Unrat denkbar, alternativ könne der mundartliche Name Ongerschberg auch als unten am Berg gedeutet werden. Nach anderen Quellen könnte es sich auch um einen Rodungsnamen handeln. Demnach käme eine Deutung des Namens als ungerodeter Berg infrage.

## Geschichte
Durch Einzelfunde aus der Jung- und der Mittelsteinzeit fanden sich bereits aus vorgeschichtlicher Zeit Siedlungsspuren in dem Gebiet um Unnersberg.:1
Unnersberg gehört zu den ältesten Höfen innerhalb der späteren Bürgermeisterei Dorp, dessen Ursprünge vermutlich im Hochmittelalter liegen. Der Ort wird im Jahre 1218/31 als de unradesberge erstmals urkundlich erwähnt.:1 Im Zehntregister des Klosters Altenberg von 1488 wird der Ort als Unnersberg erwähnt. In dem Kartenwerk Topographia Ducatus Montani von Erich Philipp Ploennies, Blatt Amt Solingen, aus dem Jahre 1715 ist der Ort mit einer Hofstelle verzeichnet und als Onersberg benannt. Er wurde in den Registern der Honschaft Balkhausen innerhalb des Amtes Solingen geführt. Die Topographische Aufnahme der Rheinlande von 1824 verzeichnet den Ort als Unnersberg benannt, die Preußische Uraufnahme von 1844 verzeichnet ihn als Un̅ersberg benannt. In der Topographischen Karte des Regierungsbezirks Düsseldorf von 1871 ist der Ort als Unersberg verzeichnet.
Nach Gründung der Mairien und späteren Bürgermeistereien Anfang des 19. Jahrhunderts gehörte der Ort zur Bürgermeisterei Dorp, die 1856 das Stadtrecht erhielt, und lag dort in der Flur VII. Schlicken. Die Bürgermeisterei beziehungsweise Stadt Dorp wurde nach Beschluss der Dorper Stadtverordneten zum 1. Januar 1889 mit der Stadt Solingen vereinigt. Damit wurde Unnersberg ein Ortsteil Solingens.
In einem Fachwerkhaus in Unnersberg wurde am 16. November 1884 die Brühler Ersatzkasse gegründet, eine nach der Nachbarhofschaft benannte regionale Ersatzkasse. Die Kasse wurde als Brühler Kranken- und Sterbekasse von insgesamt 150 Heimarbeitern der Solinger Schneidewarenindustrie gegründet. Sie ging schließlich im Jahre 2004 in der Gmünder Ersatzkasse (GEK) auf.
Bis nach dem Zweiten Weltkrieg blieb Unnersberg seine solitäre Lage in der dünn besiedelten Landschaft weitgehend erhalten. Die südliche Umgebung des Ortes blieb bis Anfang der 1980er Jahre unbesiedelt. Erst Mitte der 1980er Jahre entstand eine größere Wohnsiedlung an der Goudastraße, die Unnersberg fortan nach Süden hin begrenzte. Am Ende der 1980er Jahre wurde auf dem südlichen Höhenzug die sogenannte Straße des 17. Juni von Eichholz bis zur Ritterstraße angelegt. Der zuvor über die Eichenstraße strömende Durchgangsverkehr floss seither über diese als Kreisstraße 7 klassifizierte Straße, die nach der Wiedervereinigung in Unnersberger Allee umbenannt wurde.